# Быченский, Алексей Тимофеевич
Алексей Тимофеевич Быченский  (ок. 1767—1850) — вице-адмирал Российского императорского флота.

## Биография
13 (24) февраля 1782 года зачислен в Морской кадетский корпус. 15 (26) мая 1785 года произведен в чин гардемарина, в котором совершил две учебные компании в Балтийском море. После сдачи экзаменов, был произведен 1 (12) мая 1787 года в чин мичмана.
В 1788 году совершил переход из Архангельска в Копенгаген в составе эскадры под командованием контр-адмирала И. А. Повалишина и 1 (12) мая произведен в чин лейтенанта. В 1790 году командуя шебекой «Прозерпина» участвовал в Выборгском и Роченсальмском сражениях, во время последнего попал в плен.
В 1792 году командуя отрядом канонерских лодок плавал для производства морских измерений между Ревелем и финским портом Фридрихсгамом. В 1794 году, командуя плавучей батареей «Молния» и галиотом «Святой Николай», плавал между Кронштадтом, Ригою и Роченсальмом.
В 1795—1796 годах, командуя госпитальным судном «Меркурий» в составе эскадры вице-адмирала П. И. Ханыкова крейсировал у британских берегов. В 1796—1797 годах состоял при Роченсальмском порту и командовал катером «Ястреб» в шхерах. В 1798 году крейсировал у мыса Дагерорд (Ристна), а в 1799—1800 годах был в плавании у английских и голландских берегов.
9 (21) января 1803 года произведён в чин капитан-лейтенанта. В 1806 году на корабле «Рафаил» перешёл из Кронштадта на Корфу, участвовал в сражениях в Архипелаге и за отличие 19 июня (1 июля) 1807 года в Афонском сражении награждён орденом Святой Анны II степени. На корабле «Святая Елена» перешел в Лиссабон, а оттуда в Портсмут.
26 ноября (8 декабря) 1808 года награждён орденом Святого Георгия IV степени «за 18 морских компаний». В 1809 году на английском транспорте вернулся в Ригу. 1 (13) марта 1810 года произведён в чин капитана 2-го ранга, командовал 38-м флотским экипажем в Ревеле. В 1811 году участвовал в проведении 74-пушечных кораблей «Трех святителей» и «Святой Жён Мироносиц» из Петербурга в Кронштадт.
В 1812—1814 годах, командуя кораблем «Память Евстафия» в составе эскадры под командованием адмирала Е. Е. Тета перешел в Ширнесс и участвовал в блокаде французских и голландских берегов. В 1814 году, командуя тем же кораблем участвовал в перевозке гвардейского корпуса из нормандского порта Шербурга в Кронштадт. В следующем году командовал 38-м флотским экипажем в Кронштадте. 19 апреля (1 мая) 1816 года произведен в чин капитана 1-го ранга. В 1816—1817 годах командовал 27-м флотским экипажем в Свеаборге. 7 (19) августа 1818 года назначен капитаном Кронштадтского порта.
В 1819—1827 годах состоял первоприсутствующим в экспедиции по правлению Кронштадтского порта. В 1821 году пожалован алмазными знаками к ордену Святой Анны II степени, а 14 (26) декабря 1823 года «в воздаяние ревностной и усердной службы» был награждён орденом Святого Владимира IV степени. 30 августа (11 сентября) 1824 года произведен в чин капитан-командора. 6 (18) декабря 1827 года произведен в чин контр-адмирала с назначением командиром 1-й бригады 3-й флотской дивизии. 29 января (10 февраля) 1830 года произведен в чин вице-адмирала с увольнением в отставку.